# Fred Ellis (cầu thủ bóng đá)
Frederick Charles Ellis (7 tháng 10 năm 1900, – 1970) là một cầu thủ bóng đá người Anh.
Ông sinh ra ở Sheppey, và thi đấu chuyên nghiệp cho các câu lạc bộ gồm Watford và Gillingham, có hơn 100 lần ra sân tại Football League.